# François Delecour
François Delecour (rođen 30. kolovoza 1962.) je francuski umirovljeni reli vozač.
Nastupio je na 105 utrka svjetskog prvenstva, na podij se uspeo 19 puta, te pobijedio na 4 reli utrke.
Počeo je voziti reli 1981. u francuskom nacionalnom prvenstvu. Prvi nastup u svjetskom prvenstvu zabilježio je u sezoni 1984. na Reliju Monte Carlo, vozeći automobil Talbot Samba. Prvu pobjedu zabilježio je na Reliju Portugal u sezoni 1993. vozeći Ford Escort RS Cosworth. Te sezone pobijedio je u istom automobilu i na utrkama Reli Korzika i Reli Katalonija, vodio dio sezone u ukupnom poretku, ali je na kraju, zbog čestih odustajanja, završio na drugom mjestu iz svjetskog prvaka Juhe Kankkunena. Sljedeće sezone (1994.) pobijedio je na Reliju Monte Carlo. Sezone 1994. bio je jedan od favorita za titlu svjetskog prvaka, ali zbog teške ozljede noge zadobivene u prometnoj nesreći propustio je četiri utrke, vratio se, ali na kraju propustio zadnje dvije utrke. 
Tijekom godina vodio je u WRC-u za Ford, Peugeot, Mitsubishi i Fiat. 